# アルトゥール・クラウス (小惑星)
アルトゥール・クラウス (7171 Arthurkraus) は、小惑星帯の小惑星の一つ。アントニーン・ムルコスがクレチ天文台で発見した。
パルドゥビツェに天文台を建設するなど、天文学の普及に貢献したチェコの貴族、アルトゥール・クラウス男爵（1854年 - 1930年）に因んで名付けられた。